# Гурандухт Абхазская

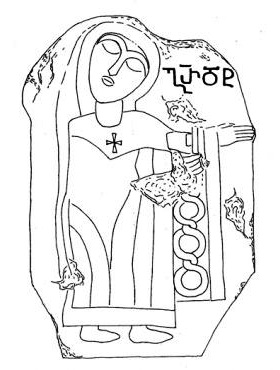
Царица Гурандухт. Зарисовка рельефа из собора Кумурдо, ок. 964 года.

Гурандухт (груз. გურანდუხტი, გუარანდუხტი, fl. 960—999) — дочь абхазского царя Георгия II и жена царя Картли Гургена из династии Багратидов. Она была последним известным членом царского дома Абхазии, что дало возможность её сыну Баграту претендовать на корону Абхазии. Будучи также наследником грузинских багратидских княжеств, Баграт стал первым царём единого Грузинского царства. Гурандухт поддерживала своего сына в его политических и культурных начинаниях. Царица известна по «Картлис цховреба» и нескольким надписям.

## Биография
Гурандухт была дочерью царя Абхазии Георгия II, правившего в 916—960 годах, и таким образом, сестрой трёх последующих монархов — Леона III, Деметрия III и Феодосия III. Гурандухт была изображена на рельефе на северном тромпе над восточной аркой собора Кумурдо в Джавахетии с сопроводительной надписью, выполненной средневековым грузинским шрифтом асомтаврули: ႢႰႣႲ. На южном рельефе был изображён её брат Леон III, который там не назван по имени, но упоминается в дарственной надписи на южной двери церкви, датированной 964 годом.
Гурандухт была замужем за Гургеном из династии Багратидов, сыном Баграта II Простого, номинального царя Картли, которая де-факто находилась под властью Абхазского царства. Поскольку ни один из братьев Гурандухт не оставил после себя наследника мужского пола, её сын от Гургена, Баграт, был потенциальным наследником корон Абхазии и Картли. Кроме того, Баграт был усыновлён своим могущественным двоюродным братом Давидом III Куропалатом по совету Иоване Марушисдзе, эристави Картли. Давид поставил малолетнего князя Баграта правителем Картли в 975 году, а Гургена и Гурандухта его регентами. Династия столкнулась с сильным сопротивлением со стороны знати, но пользовалась поддержкой и покровительством Давида III Куропалата. В 978 году, опять же стараниями Марушидзе, слабый царствующий брат Гурандухт Феодосий III был низложен, а совершеннолетний Баграт был провозглашён царем Абхазии. По этому случаю Баграт и Гурандухт финансировали строительство Бедийского собора, завершённое в 999 году, которому подарили позолоченную чашу. Некоторое время, пока Баграт отсутствовал в Абхазии, Гурандухт управляла ключевым укреплённым, высеченным в скалах городом Уплисцихе и частью Картли. Муж Гурандухт Гурген унаследовал после смерти своего отца пост царя Картли в 994 году. Когда он умер в 1008 году, Баграт впервые в истории объединил западное царство Абхазии с восточным царством Картли, положив начало единого Грузинского царства.
Дата смерти Гурандухт неизвестна, но она упоминается как умершая в двух надписях Баграта III: недатированной из Ахалсопели в Квемо-Картли и другой, датированной 1002 годом, из церкви Цвимоети в Шида-Картли.